# INXS
INXS was een Australische rockband. De band werd opgericht in Sydney op 16 augustus 1979. Eerst heette de band The Farriss Brothers, met Andrew (keyboard), Jon (drums) en Tim Farriss (leadgitaar), Michael Hutchence (zang), Kirk Pengilly (saxofoon en gitaar) en Garry Gary Beers (bas). De naam veranderde nog datzelfde jaar in INXS, uitgesproken als "in excess" (in overvloed).

## Geschiedenis
In mei 1980 werd hun eerste single, Simple Simon (We are the vegetables), uitgebracht, met sterke invloeden van ska en punk, en vooral opmerkelijk door de vreemde titel. Hun eerste Australische hit was Just keep walking, een stevig rocknummer dat hun een schare hardrockfans oplevert voor hun debuut-lp INXS (1980). Een tweede hitalbum Underneath the colours (geproduceerd door Richard Clapton) werd uitgebracht in 1981.
De derde lp, Shabooh Shoobah (1982), waarop INXS wat meer neigt naar dance rock, zorgde ervoor dat ze ook in de Verenigde Staten bekend werden. Daar kregen ze in 1983 een platencontract bij Atlantic en werd hun single The one thing een grote hit, mede doordat de videoclip veel op MTV werd getoond. Door hun medewerking aan het Live Aid-concert in 1985 en door de release van het album Listen like thieves werden ze wereldwijd bekend.
Michael Hutchence stond ook buiten de optredens altijd in het middelpunt van de belangstelling, hij had bij ieder feest weer een ander model aan zijn arm. Mede door Michaels charisma en extraverte persoonlijkheid werd het album Kick uit 1987 een succes en won de band alle grote prijzen tijdens de MTV Awards van 1988.
In 1990 bracht INXS het album X uit, met meerdere internationale hits zoals "Suicide Blonde" en "Disappear" (beide Top 10 in de Verenigde Staten). "Suicide Blonde" bereikte de 2e positie in thuisland Australië en de 11e positie in het Verenigd Koninkrijk. Hutchence, met Andrew Farriss, schreven het nummer nadat Hutchence toenmalige vriendin, Kylie Minogue, de term "suicide blonde" gebruikte om haar personage te beschrijven in de film The Delinquents uit 1989. Hutchence won de 'Best International Artist' bij de 1991 BRIT Awards met INXS als winnende gerelateerde group award. Hutchence droeg vocaal bij aan Noiseworks' album, Love Versus Money (1991).
In 1993 keerde INXS na een paar minder succesvolle albums terug naar de oorsprong van hun succes, het oude circuit: kleine cafés en clubs waar ze als de Farriss Brothers ook waren gekomen. Van hieruit ontstond het veel rauwere rockalbum Full moon, dirty hearts (1993). Het album kreeg geen goede kritieken, noch werd het commercieel een succes. Het was voor de platenmaatschappij aanleiding om INXS: The greatest hits (1994) uit te brengen.
De band hield het daarna even voor gezien, maar Hutchence bleef berucht door zijn affaires, met name door het afbreken van zijn relatie met het Deense supermodel Helena Christensen en zijn relatie met Paula Yates, Brits televisiepresentatrice en vrouw van Bob Geldof.
Elegantly wasted uit 1997 werd het volgende album, maar Hutchence eiste de meeste aandacht. Terwijl de band bezig was zich voor te bereiden op een nieuwe wereldtour stond Hutchence in november wereldwijd op de voorpagina's door zijn plotselinge dood. Op 22 november 1997 werd Hutchence onder verdachte omstandigheden levenloos aangetroffen in een hotelkamer in Sydney. Volgens het autopsierapport was de doodsoorzaak zelfmoord. Sommigen speculeren echter dat hij stierf door wurgseks.
Sinds Hutchence' dood trad INXS af en toe nog op met onder andere de Australische zanger Jimmy Barnes, Terence Trent D'Arby en Jon Stevens (van Noiseworks). In 2005 schreef de Amerikaanse televisiezender CBS een wedstrijd uit in de vorm van een reality-televisieshow (zoals Big Brother) waarvan de winnaar de nieuwe zanger van INXS zou worden. De winnaar was de 31-jarige Jason Dean Fortune, ook bekend als JD Fortune. Met deze nieuwe zanger uit Canada zou de band sowieso één album uitbrengen en één keer op wereldtournee gaan. Het nieuwe album "Switch" lag op 29 november 2006 in de winkels. Maar eerst kwam de single Pretty Vegas uit, die J.D. samen schreef met Andrew Farriss (de toetsenist en "hofleverancier" van de meeste nummers van INXS. Verder staat op het album ook een eerbetoon aan Michael Hutchence in God's Top Ten.
Tijdens een concert in Perth op 11 november 2012 waar ze in het voorprogramma stonden van Matchbox Twenty, werd bekendgemaakt dat INXS per direct uit elkaar ging.

## Discografie
Studioalbums
- INXS, 1980
- Underneath the Colours, 1981
- Shabooh Shoobah, 1982
- The Swing, 1984
- Listen Like Thieves, 1985
- Kick, 1987
- X, 1990
- Welcome to Wherever You Are, 1992
- Full Moon, Dirty Hearts, 1993
- Elegantly Wasted, 1997
- Switch, 2005
- Original Sin, 2010

## Hitlijsten

### Albums
| Album met eventuele hitnotering(en) in de Nederlandse Album Top 100 | Datum van verschijnen | Datum van binnenkomst | Hoogste positie | Aantal weken | Opmerkingen |
| ------------------------------------------------------------------- | --------------------- | --------------------- | --------------- | ------------ | ----------- |
| The Swing                                                           | 1984                  | 21-04-1984            | 37              | 2            |             |
| Kick                                                                | 1987                  | 28-11-1987            | 4               | 42           |             |
| X                                                                   | 1990                  | 6-10-1990             | 9               | 21           |             |
| Welcome to Wherever You Are                                         | 1992                  | 22-08-1992            | 35              | 9            |             |
| Full Moon, Dirty Hearts                                             | 1993                  | 20-11-1993            | 70              | 4            |             |
| Elegantly Wasted                                                    | 1997                  | 19-04-1997            | 31              | 7            |             |

| Album met hitnotering(en) in de Vlaamse Ultratop 200 albums | Datum van verschijnen | Datum van binnenkomst | Hoogste positie | Aantal weken | Opmerkingen |
| ----------------------------------------------------------- | --------------------- | --------------------- | --------------- | ------------ | ----------- |
| The Greatest Hits                                           | 1995                  | 01-04-1995            | 45              | 4            |             |
| Elegantly Wasted                                            | 1997                  | 26-04-1997            | 14              | 6            |             |
| Definitive                                                  | 2002                  | 02-11-2002            | 37              | 2            |             |
| Platinum - Greatest Hits                                    | 2010                  | 22-05-2010            | 61              | 1            |             |

### Singles
| Single met eventuele hitnotering(en) in de Nederlandse Top 40 | Datum van verschijnen | Datum van binnenkomst | Hoogste positie | Aantal weken | Opmerkingen                                                            |
| ------------------------------------------------------------- | --------------------- | --------------------- | --------------- | ------------ | ---------------------------------------------------------------------- |
| Original Sin                                                  | 1984                  | 10-03-1984            | 29              | 4            | #31 in de Nationale Hitparade / #28 in de TROS Top 50                  |
| This Time                                                     | 1985                  | 19-10-1985            | tip16           | 4            |                                                                        |
| Need You Tonight                                              | 1987                  | 12-12-1987            | 11              | 9            | AVRO's Radio en TV-Tip Radio 3 / #12 in de Nationale Hitparade Top 100 |
| New Sensation                                                 | 1988                  | 27-02-1988            | 18              | 6            | #14 in de Nationale Hitparade Top 100                                  |
| Never Tear Us Apart                                           | 1988                  | 16-07-1988            | 7               | 10           | Veronica Alarmschijf Radio 3 / #14 in de Nationale Hitparade Top 100   |
| Mystify                                                       | 1989                  | -                     |                 |              | #53 in de Nationale Hitparade Top 100                                  |
| Suicide Blonde                                                | 1990                  | 29-09-1990            | 5               | 9            | #9 in de Nationale Top 100 / KRO Speciale Aanbieding Radio 3           |
| Disappear                                                     | 1990                  | 15-12-1990            | 9               | 7            | #15 in de Nationale Top 100 / Veronica Alarmschijf Radio 3             |
| By My Side                                                    | 1991                  | 06-04-1991            | 27              | 4            | #35 in de Nationale Top 100                                            |
| Bitter Tears                                                  | 1991                  | 03-08-1991            | 27              | 3            | #34 in de Nationale Top 100                                            |
| Shining Star                                                  | 1991                  | 30-11-1991            | 37              |              | #40 in de Nationale Top 100                                            |
| Heaven Sent                                                   | 1992                  | 15-08-1992            | 35              | 3            | #32 in de Nationale Top 100                                            |
| Baby Don't Cry                                                | 1992                  | 12-09-1992            | tip3            | 5            | #46 in de Nationale Top 100                                            |
| Please (You Got That ...)                                     | 1993                  | 22-01-1994            | tip17           | 3            |                                                                        |
| The Strangest Party (These Are the Times)                     | 1994                  | 19-11-1994            | tip21           | 3            |                                                                        |
| Original Sin (Epic Adventure edit)                            | 1995                  | 05-08-1995            | tip4            | 4            |                                                                        |
| Elegantly Wasted                                              | 1997                  | -                     |                 |              | #90 in de Mega Top 100                                                 |

| Single met hitnotering(en) in de Vlaamse Ultratop 50 | Datum van verschijnen | Datum van binnenkomst | Hoogste positie | Aantal weken | Opmerkingen   |
| ---------------------------------------------------- | --------------------- | --------------------- | --------------- | ------------ | ------------- |
| Original Sin                                         | 1984                  | 25-02-1984            | 29              | 5            |               |
| Need You Tonight                                     | 1987                  | 19-12-1987            | 9               | 12           |               |
| New Sensation                                        | 1988                  | 05-03-1988            | 19              | 7            |               |
| Never Tear Us Apart                                  | 1988                  | 23-07-1988            | 8               | 9            |               |
| Suicide Blonde                                       | 1990                  | 06-10-1990            | 4               | 12           |               |
| Disappear                                            | 1990                  | 05-01-1991            | 12              | 8            |               |
| By My Side                                           | 1991                  | 30-03-1991            | 25              | 9            |               |
| Heaven Sent                                          | 1992                  | 15-08-1992            | 24              | 5            |               |
| Baby Don't Cry                                       | 1992                  | 17-10-1992            | 30              | 1            |               |
| The Strangest Party (These Are the Times)            | 1994                  | 12-11-1994            | 25              | 9            |               |
| Elegantly Wasted                                     | 1997                  | 22-03-1997            | tip7            | -            |               |
| I'm So Crazy                                         | 2001                  | 29-12-2001            | 34              | 7            | met Par-T-One |

### NPO Radio 2 Top 2000
| Nummers met noteringen in de NPO Radio 2 Top 2000 | '99 | '00 | '01 | '02 | '03  | '04  | '05  | '06  | '07  | '08  | '09  | '10  | '11  | '12  | '13  | '14  | '15  | '16  | '17  | '18  | '19  | '20  | '21  | '22  | '23  | '24  |
| ------------------------------------------------- | --- | --- | --- | --- | ---- | ---- | ---- | ---- | ---- | ---- | ---- | ---- | ---- | ---- | ---- | ---- | ---- | ---- | ---- | ---- | ---- | ---- | ---- | ---- | ---- | ---- |
| Need You Tonight                                  | -   | -   | -   | -   | 1478 | 1164 | 1707 | 1526 | 1929 | 1655 | 1948 | 1816 | 1857 | 1563 | 1631 | 1691 | -    | -    | 1755 | -    | -    | -    | 1925 | 1927 | 1951 | 1937 |
| Never Tear Us Apart                               | 361 | 315 | 503 | 487 | 534  | 482  | 840  | 791  | 1079 | 705  | 946  | 842  | 765  | 871  | 714  | 654  | 704  | 701  | 620  | 835  | 761  | 656  | 601  | 551  | 603  | 574  |
| Original Sin                                      | -   | -   | -   | -   | -    | -    | -    | -    | -    | -    | -    | -    | -    | -    | -    | 1796 | 1866 | 1955 | 1655 | 1868 | 1904 | 1859 | 1792 | 1916 | -    | -    |
| Suicide Blonde                                    | -   | -   | -   | -   | -    | -    | -    | -    | -    | -    | 1924 | -    | 1908 | 1969 | 1715 | 1943 | -    | 1917 | 1832 | -    | -    | -    | -    | -    | -    | -    |

1. ↑  Een '-' betekent dat het nummer niet was genoteerd en een vetgedrukt getal geeft de hoogste notering van een nummer aan.